# Peulanteu Lb
Peulanteu Lb is een bestuurslaag in het regentschap Aceh Barat van de provincie Atjeh, Indonesië. Peulanteu Lb telt 672 inwoners (volkstelling 2010).